# محمد موش
محمد موش (بالتركية: Mehmet Muş)‏ سياسي تركي، يشغل منصب وزير التجارة منذ 21 أبريل 2021.